# Esma Cannon
Esma Ellen Charlotte Cannon, född 27 december 1905 i Randwick, New South Wales, död 18 oktober 1972 i Saint-Benoît-la-Forêt, Frankrike, var en australisk-brittisk skådespelerska.

## Rollista i urval
- 1938 – Flygmalajen
- 1944 – A Canterbury Tale
- 1954 – Vilddjuret
- 1956 – Sailor Beware!
- 1959 – Dina pengar är mina pengar
- 1959 – Nu tar vi polisen
- 1960 – No Kidding
- 1961 – Ååh, en sån skräcknatt
- 1961 – Oss muntra musikanter emellan
- 1962 – Den vilda ladyn
- 1962 – Panik hos polisen
- 1963 – Nu tar vi taxin
- 1963 – Nurse on Wheels